# Liste der Skigebiete in Frankreich
Diese Liste ist ein unvollständiges Verzeichnis von Skigebieten, die zumindest zum Teil in Frankreich liegen.
| Name                        | Orte im Gebiet | Département                  | Seehöhe in m | Liftanlagen1    | Pisten in km |
| --------------------------- | --- | ---------------------------- | ------------ | --------------- | ------------ |
| La Pierre Saint-Martin      | La Pierre Saint-Martin                                                                                              | Pyrénées-Atlantiques         | 1650–2153    |                 |              |
| Les Portes du Soleil        | Avoriaz, Châtel, Les Gets, Morzine usw.                                                                             | Haute-Savoie / Kanton Wallis | 930–2460     | 196 (13/79/114) | 650          |
| Evasion Mont-Blanc          | Megève, Combloux, Saint-Gervais Les Contamines-Montjoie                                                             | Haute-Savoie                 | 1100–2350    | 118 (14/38/66)  | 450          |
| Les Aravis                  | La Clusaz, Grand-Bornand, Manigod, Saint-Jean-de-Sixt, Thônes                                                       | Haute-Savoie                 | 1000–2477    | 114             | 247          |
| Chamonix                    | Chamonix, Les Houches Argentière Vallorcine                                                                         | Haute-Savoie                 | 1035–3842    | 47 (12/16/19)   | 152          |
| Espace Diamant              | Cohennoz, Crest-Voland Flumet Hauteluce (Les Saisies) Notre-Dame-de-Bellecombe Praz-sur-Arly Villard (Bisanne 1500) | Haute-Savoie / Savoie        | 1000–2069    | 78              | 185          |
| L’Espace Killy              | Val-d’Isère Tignes                                                                                                  | Savoie                       | 1550–3450    | 96 (10/45/41)   | 300          |
| Paradiski                   | La Plagne Les Arcs                                                                                                  | Savoie                       | 1195–3210    | 131 (20/58/53)  | 425          |
| Les Trois Vallées           | Courchevel Méribel Val Thorens Les Menuires                                                                         | Savoie                       | 1300–3230    | 200             | 600          |
| Les Deux Alpes              | Les Deux Alpes | Isère                        | 1300–3600    | 56 (6/25/23)    | 220          |
| Alpe d’Huez                 | L’Alpe d’Huez | Isère                        | 1120–3330    | 87 (16/24/45)   | 238          |
| Les 7 Laux                  | Prapoutel Pipay Le Pleynet                                                                                          | Isère                        | 1350–2400    | 19 (–/9/10)     | 120          |
| Chamrousse                  | Chamrousse | Isère                        | 1420–2250    | 26 (1/9/19)     | 77           |
| Pra-Loup                    | Pra-Loup | Alpes-de-Haute-Provence      | 1500–2600    | 53 (6/11/36)    | 170          |
| Le Sauze                    | Le Sauze | Alpes-de-Haute-Provence      | 1400–2400    | 23 (–/3/20)     | 65           |
| La Grave                    | La Grave | Hautes-Alpes                 | 1450–3600    | 3 (2/0/1)       | 1            |
| SuperDévoluy La Jou du Loup | Dévoluy Agnières-en-Dévoluy                                                                                         | Hautes-Alpes                 | 1470–2500    | 23 (1/4/18)     | -            |
| Chalmazel                   | Chalmazel | Loire                        | 1109–1600    | 2 (–/1/1)       | 0.5          |

1Gondeln/Sessellifte/Schlepplifte